# شت (كلمة إنجليزية)
شِت (بالإنجليزية: Shit)‏ هي كلمة تُعتبر عمومًا مبتذلة ومهينة في اللغة الإنجليزية الحديثة. كإسم، فإنه يشير إلى البراز، وكفعل يعني التغوط؛ في صيغة الجمع تعني الإسهال. شيت هي كلمة متغيرة شائعة في الإنجليزية البريطانية والأيرلندية . كمصطلح عام، له العديد من المعاني، بما في ذلك: اللامبالاة، الحمـاقة، شيء قليل القيمة أو الجودة أو تافه، وعادة ما يكون حديث التفاخر أو غير دقيق أو شخص حقـير، يمكن للتعبير عن الانزعاج أو المفاجأة أو الغضب.
- شت فنان
- حركة الأمعاء
- يُعرف أيضًا Outhouse باسم «شيت بيت» [2]